# Crivillén (kommunhuvudort)
Crivillén är en kommunhuvudort i Spanien.   Den ligger i provinsen Provincia de Teruel och regionen Aragonien, i den östra delen av landet, 270 km öster om huvudstaden Madrid. Crivillén ligger 782 meter över havet och antalet invånare är 110.
Terrängen runt Crivillén är kuperad åt sydväst, men åt nordost är den platt. Runt Crivillén är det mycket glesbefolkat, med 5 invånare per kvadratkilometer. Närmaste större samhälle är Andorra, 15,0 km nordost om Crivillén. Omgivningarna runt Crivillén är i huvudsak ett öppet busklandskap.